# LosslessCut
LosslessCut — це безплатне, незалежне від платформи програмне забезпечення для редагування відео, яке підтримує численні формати аудіо, відео та контейнери.
По суті, LosslessCut — це графічний інтерфейс користувача, який, зокрема, можна використовувати в macOS, Windows і Linux для мультимедійної інфраструктури FFmpeg.Таким чином, він підтримує всі формати, які підтримує FFmpeg.
Програмне забезпечення фокусується на редагуванні відеофайлів без втрат.
Копіюючи вибрані послідовності зображень без перекодування або повторного відтворення, це забезпечує дуже швидке створення цільового файлу порівняно з інструментами, які повторно кодують кадри.
Повне копіювання без втрат досягається, коли вихідний файл обрізано лише за опорними кадрами (keyframe) групи зображень. Це візуалізується під час роботи програми.
Програмне забезпечення невелике та портативне. Таким чином, його можна запустити без попередньої інсталяції.
Фреймворк FFmpeg має бути присутнім на комп'ютері. Репозиторій програми: https://github.com/mifi/lossless-cut
Основними функціями програмного забезпечення є:
- Вирізання відео та повторне збирання сцен у вибраному порядку;
- Відокремлення звукових доріжок чи доріжок субтитрів від відео або додавання нової доріжки;
- Об'єднання кількох треків з однаковими параметрами кодека;
- Мультиплексування у вибраний формат контейнера;
- Збереження окремих зображень (моментальних знімків) у форматі JPG або PNG;
- Налаштування метаданих для повороту або орієнтації відео;
- Масштабована часова шкала з анотаціями опорних кадрів і функціями переходу;
- Відображення ескізів відео та хвилі звукової доріжки;
- Відображення, назва та зміна порядку списку вирізаних сегментів;
- Автоматичне збереження списку розкрою у форматі CSV;
- імпортні та експортні відрізки;
- Відобразити згенерований командний рядок FFmpeg для індивідуальних налаштувань.

Як правило, початок сегмента буде «округлено до найближчого попереднього ключового кадру»; тому програма не призначена для точного різання.
Це зроблено для того, щоб дозволити вирізання без втрат, тобто без повторного кодування кадрів, суміжних із вирізанням, для кодеків із використанням міжкадрової «компенсації руху».
Експериментально доступна функція «smart cut», яка дозволяє кодувати без втрат до найближчого попереднього ключового кадру, а потім кодувати останню частину шляхом невеликих втрат.
Обробка файлів не повністю відповідає стандартам операційних систем, зокрема вікно вибору вхідних даних не фільтрує сумісні файли або вихідні дані зберігаються в тому самому місці без підказки.

## Джерело
- https://www.techspot.com/downloads/6927-losslesscut.html